# Il circolo Matarese
Il circolo Matarese (The Matarese Circle) è un romanzo di spionaggio del 1979, scritto da Robert Ludlum e le cui vicende vengono riprese in The Matarese Countdown (1997) sempre dell'autore.

## Trama
Gli agenti Scofield e Taleniekov indagano con molte difficoltà e ostacolati da poteri oscuri su una società segreta conosciuta come Matarese.
La società possiede importanti contatti e infiltrati in ogni alto rango della comunità internazionale ed è in procinto di mettere in atto una cospirazione su scala globale per il dominio del mondo.
I due agenti si mettono di comune accordo per sventare insieme la minaccia, ma quando Taleniekov e Antonia, una giovane còrsa vicina sentimentalmente a Scofield, vengono rapiti dai membri della Matarese, l'agente britannico si ritrova solo nella lotta al complotto.
Scofield continua ad indagare e scopre che tra i membri di spicco del Matarese vi è anche il candidato alla futura presidenza degli Stati Uniti, figlio del capo dell'organizzazione conosciuto come Shepherd Boy. Proprio incontrando il capo, Scofield si accorda con lui per liberare i due amici in cambio dell'eliminazione da parte sua dei documenti riguardanti la Matarese e qualsiasi cosa possa compromettere la carriera del figlio.
Niente va come previsto, e si viene a scoprire che le alte sfere del governo sovietico e statunitense sono colluse con la Matarese, tranne i rispettivi presidenti che invece sono all'oscuro di tutto.
Entrati nel covo del Matarese, Scofield uccide tutto il consiglio e si reca da Antonia e Taleniekov, riuscendo a liberarli. Mentre l'agente inglese e la ragazza scappano via, il sovietico sceglie di dare fuoco al ritrovo dei cospiratori e bruciare con esso, perché le torture subite da parte degli uomini del Matarese lo hanno reso parzialmente invalido, e preferisce morire.
Infine, Scofield si ritira dal suo pericoloso lavoro per andare a vivere con sua moglie Antonia.

## Riferimenti alla vita reale
Ci sono alcuni riferimenti a personaggi, fatti o gruppi realmente esistenti:
- Nell'introduzione del romanzo, Ludlum scrive che la cospirazione presentata è basata sulle teorie del complotto riguardanti la Commissione Trilaterale.
- L'assassino chiamato "Sheperd Boy" è ispirato al finanziere e agente segreto Juan March Ordinas.

## Personaggi
- Brandon Scofield: un ufficiale dei servizi segreti. È un nemico di Taleniekov, ma finisce per aiutarlo negli sforzi effettuati per ricercare la verità.
- Vasili Taleniekov: agente sovietico del servizio KGB che dopo aver trovato alcune informazioni concerneti intrighi politici internazionali e la disinformazione sull'opinione pubblica, inizia ad indagare su un'associazione segreta chiama "Circolo Matarese".

## Adattamento cinematografico
Nel 2008 Relativity Media e Metro-Goldwyn-Mayer comprarono i diritti cinematografici de Il circolo matarese per 3.000.000$ con l'intenzione di trarne una trasposizione per il grande schermo.
La sceneggiatura è stata originariamente scritta da Michael Brandt e Derek Haas, ma David Cronenberg è stato successivamente incaricato di riscriverla, perché non piaciuta, e della regia. In aprile 2008 entravano nel cast artistico come protagonisti: Denzel Washington come protagonista nel ruolo dell'agente segreto USA e Tom Cruise, ambedue scelti direttamente dopo un colloquio con Cronenberg.
Le riprese si dovrebbero svolgere in sei nazioni diverse, tra cui il Canada, ove nella città di Toronto si filmeranno le riprese in studi cinematografici e saranno anche tenuti gli uffici di produzione.
- (EN) The Matarese Circle (2010), su IMDb, IMDb.com.